# 플로리다벌거숭이꼬리쥐
플로리다벌거숭이꼬리쥐 또는 플로리다자이언트쥐(Solomys salamonis)는 쥐과에 속하는 설치류의 일종이다. 솔로몬 제도의 응겔라 제도(이전에 플로리다 제도로 알려진)에서 확인된다. 처음 기재 당시에 언급된 모식 산지 우기 섬(Ugi Island)은 오타이다.